# Tinodes aspoeckae
Tinodes aspoeckae là một loài Trichoptera trong họ Psychomyiidae. Chúng phân bố ở miền Cổ bắc.